# Estádio do Café
Estádio Municipal Jacy Scaff, mais conhecido como Estádio do Café, é um estádio de futebol localizado na cidade de Londrina, Paraná, de propriedade da Prefeitura Municipal.
Foi construído às pressas para o Londrina Esporte Clube entrar no grupo de elite do futebol brasileiro e está localizado a 4 km do centro da cidade, na região norte, ao lado do Autódromo Internacional Ayrton Senna.
Construído no formato de ferradura, com abertura para o centro da cidade, o Estádio do Café proporciona uma vista privilegiada de Londrina.
Foi erguido durante a gestão do ex-prefeito José Richa e sua construção foi supervisionada pelo então secretário de obras e engenheiro Wilson Rodrigues Moreira.

## História
A inauguração do estádio foi no dia 22 de agosto de 1976 com o Londrina enfrentando o Flamengo de Zico e o resultado final foi 1 a 1 com gols de Paraná (para o Londrina) e Júnior (para o Flamengo).
O primeiro gol do estádio foi anotado por Paraná, do Londrina.